# Xã Walworth, Quận Becker, Minnesota
Xã Walworth (tiếng Anh: Walworth Township) là một xã thuộc quận Becker, tiểu bang Minnesota, Hoa Kỳ. Năm 2010, dân số của xã này là 87 người.